# Juan de la Cruz Ortiz
Juan de la Cruz Ortiz (* 7. April 1983 in León, Guanajuato) ist ein ehemaliger mexikanischer Fußballspieler, der vorwiegend im Mittelfeld agierte.

## Laufbahn

### Verein
De la Cruz begann seine Profikarriere beim Club Atlas, für den er erstmals am 12. August 2000 in einem Spiel der mexikanischen Primera División gegen den Lokalrivalen Tecos U.A.G. (1:1) zum Einsatz kam. In seiner ersten Halbsaion, dem Winterturnier 2000 (Hinrunde der Saison 2000/01), kam De la Cruz zu 7 Einsätzen mit einer Gesamtspielzeit von 193 Minuten. Während er im gesamten Jahr 2001 kaum noch aufgestellt wurde, hatte er seine meisten Einsätze im Sommerturnier 2002 (Hinrunde der Saison 2002/03), als er zu 13 Einsätzen mit einer Gesamtlänge von 472 Minuten kam. Eine weitere Spielzeit mit überdurchschnittlich vielen Einsätzen war das Eröffnungsturnier 2003 (Hinrunde der Saison 2003/04) mit 9 Einsätzen und insgesamt 385 Minuten Spielzeit. Ansonsten kam De la Cruz eher selten zum Einsatz und wurde 2005 zunächst an das Farmteam Coyotes de Sonora abgegeben, bevor er noch im selben Jahr zum Querétaro Fútbol Club wechselte. Mit den „Gallos Blancos“ stieg er 2006 in die erste Liga auf und kam in der Erstliga-Saison 2006/07 zu insgesamt 32 Punktspieleinsätzen. Anschließend spielte er in der höchsten Spielklasse Mexikos noch für die Tiburones Rojos Veracruz und den Club Necaxa, bevor er in der zweiten Liga noch für die Albinegros de Orizaba und die Reboceros de La Piedad spielte. 

### Nationalmannschaft
2003 spielte De la Cruz bei den Panamerikanischen Spielen für die mexikanische U-23-Auswahl, mit der er dieses Turnier auf dem dritten Platz abschloss. Außerdem wirkte er im selben Jahr für die mexikanische U-20-Auswahl bei der Junioren-Fußballweltmeisterschaft 2003 mit.